# Campeonato Brasileño de Fútbol 1974
El Campeonato Brasileño de Serie A 1974, fue el decimonoveno torneo válido para el Campeonato Brasileño de Serie A. El torneo se extendió desde el 9 de marzo hasta el 1 de agosto de 1974. El club carioca Vasco da Gama ganó el campeonato, el primer título a nivel nacional del club.
Para esta edición del torneo se mantuvo en 40 el número de clubes participantes, .

## Sistema de competición
Primera fase: los 40 clubes participantes son divididos en dos grupos, con cada club disputando una ronda única contra sus rivales de zona. Clasifican los 10 primeros de cada grupo, además de los cuatro clubes más taquilleros fuera de zona de clasificación.
Segunda fase: los 20 clubes antes clasificados se dividen en cuatro grupos de seis equipos cada uno, clasificando el ganador de cada zona al grupo final del torneo.
Grupo final: cuadrangular final a partido único, el cuadro con mayor puntuación se consagra campeón.

## Primera fase

### Grupo A
| Pos | Equipo              | Pts | PJ | PG | PE | PP | GF | GC | Dif |
| --- | ------------------- | --- | -- | -- | -- | -- | -- | -- | --- |
| 1.  | Grêmio              | 30  | 19 | 14 | 2  | 3  | 30 | 8  | +22 |
| 2.  | Flamengo            | 29  | 19 | 12 | 5  | 2  | 29 | 8  | +21 |
| 3.  | América-RJ          | 26  | 19 | 12 | 2  | 5  | 30 | 15 | +15 |
| 4.  | Vitória             | 25  | 19 | 8  | 9  | 2  | 26 | 15 | +11 |
| 5.  | Internacional       | 24  | 19 | 9  | 6  | 4  | 30 | 19 | +11 |
| 6.  | Atlético Paranaense | 22  | 19 | 9  | 4  | 6  | 24 | 17 | +7  |
| 7.  | Vasco da Gama       | 22  | 19 | 7  | 8  | 4  | 19 | 13 | +6  |
| 8.  | Bahia               | 22  | 19 | 7  | 8  | 4  | 15 | 14 | +1  |
| 9.  | Coritiba            | 21  | 19 | 8  | 5  | 6  | 24 | 21 | +3  |
| 10. | Paysandu            | 20  | 19 | 6  | 8  | 5  | 16 | 16 | 0   |
| 11. | Tiradentes Teresina | 19  | 19 | 7  | 5  | 7  | 19 | 20 | -1  |
| 12. | Remo                | 16  | 19 | 5  | 6  | 8  | 22 | 27 | -5  |
| 13. | Olaria              | 16  | 19 | 5  | 6  | 8  | 17 | 22 | -5  |
| 14. | América de Natal    | 15  | 19 | 5  | 5  | 9  | 12 | 23 | -11 |
| 15. | Botafogo            | 15  | 19 | 4  | 7  | 8  | 26 | 29 | -3  |
| 16. | Fluminense          | 15  | 19 | 3  | 9  | 7  | 16 | 22 | -6  |
| 17. | Desportiva          | 14  | 19 | 4  | 6  | 9  | 11 | 27 | -16 |
| 18. | Sampaio Corrêa      | 12  | 19 | 4  | 4  | 11 | 14 | 26 | -12 |
| 19. | Itabaiana           | 10  | 19 | 5  | 0  | 14 | 11 | 30 | -19 |
| 20. | Avaí                | 7   | 19 | 2  | 3  | 14 | 11 | 30 | -19 |

### Grupo B
| Pos | Equipo                   | Pts | PJ | PG | PE | PP | GF | GC | Dif |
| --- | ------------------------ | --- | -- | -- | -- | -- | -- | -- | --- |
| 1.  | Atlético Mineiro         | 26  | 19 | 11 | 4  | 4  | 33 | 20 | +13 |
| 2.  | Cruzeiro                 | 24  | 19 | 8  | 8  | 3  | 18 | 9  | +9  |
| 3.  | Guarani                  | 24  | 19 | 8  | 8  | 3  | 21 | 15 | +6  |
| 4.  | São Paulo                | 24  | 19 | 7  | 10 | 2  | 22 | 12 | +10 |
| 5.  | Santos                   | 23  | 19 | 8  | 7  | 4  | 29 | 17 | +12 |
| 6.  | Náutico Recife           | 22  | 19 | 8  | 6  | 5  | 22 | 12 | +10 |
| 7.  | Operário de Campo Grande | 22  | 19 | 8  | 6  | 5  | 15 | 14 | +1  |
| 8.  | Corinthians              | 22  | 19 | 7  | 8  | 4  | 26 | 16 | +10 |
| 9.  | Portuguesa               | 21  | 19 | 5  | 11 | 3  | 19 | 16 | +3  |
| 10. | Fortaleza                | 20  | 19 | 8  | 4  | 7  | 21 | 19 | +2  |
| 11. | Goiás                    | 20  | 19 | 7  | 6  | 6  | 21 | 18 | +3  |
| 12. | Palmeiras                | 20  | 19 | 6  | 8  | 5  | 22 | 20 | +2  |
| 13. | Rio Negro                | 19  | 19 | 6  | 7  | 6  | 17 | 23 | -6  |
| 14. | Sport Recife             | 18  | 19 | 4  | 10 | 5  | 20 | 22 | -2  |
| 15. | América Mineiro          | 16  | 19 | 5  | 6  | 8  | 19 | 25 | -6  |
| 16. | Ceará                    | 16  | 19 | 4  | 8  | 7  | 19 | 23 | -4  |
| 17. | Nacional-AM              | 14  | 19 | 5  | 4  | 10 | 14 | 27 | -13 |
| 18. | Santa Cruz Recife        | 13  | 19 | 2  | 9  | 8  | 17 | 27 | -10 |
| 19. | CEUB                     | 12  | 19 | 3  | 6  | 10 | 12 | 23 | -11 |
| 20. | CSA-Alagoas              | 4   | 19 | 1  | 2  | 16 | 6  | 35 | -29 |

## Segunda Fase

### Grupo 1
| Pos | Equipo    | PJ | PG | PE | PP | GF | GC | Dif | Pts |
| --- | --------- | -- | -- | -- | -- | -- | -- | --- | --- |
| 1   | Cruzeiro  | 10 | 5  | 5  | 0  | 0  | 11 | 3   | +8  |
| 2   | Palmeiras | 8  | 5  | 4  | 0  | 1  | 10 | 5   | +5  |
| 3   | Flamengo  | 5  | 5  | 2  | 1  | 2  | 12 | 7   | +5  |
| 4   | Guarani   | 4  | 5  | 2  | 0  | 3  | 5  | 7   | -2  |
| 5   | Bahia     | 2  | 5  | 0  | 2  | 3  | 3  | 8   | -5  |
| 6   | Paysandu  | 1  | 5  | 0  | 1  | 4  | 3  | 14  | -11 |

### Grupo 2
| Pos | Equipo                   | PJ | PG | PE | PP | GF | GC | Dif | Pts |
| --- | ------------------------ | -- | -- | -- | -- | -- | -- | --- | --- |
| 1   | Vasco da Gama            | 8  | 5  | 3  | 2  | 0  | 7  | 0   | +7  |
| 2   | Vitória                  | 6  | 5  | 2  | 2  | 1  | 5  | 3   | +2  |
| 3   | Atlético Mineiro         | 5  | 5  | 2  | 1  | 2  | 8  | 6   | +2  |
| 4   | Corinthians              | 4  | 5  | 1  | 2  | 2  | 3  | 5   | -2  |
| 5   | Nacional-AM              | 4  | 5  | 1  | 2  | 2  | 3  | 6   | -3  |
| 6   | Operário de Campo Grande | 3  | 5  | 1  | 1  | 3  | 2  | 8   | -6  |

### Grupo 3
| Pos | Equipo         | PJ | PG | PE | PP | GF | GC | Dif | Pts |
| --- | -------------- | -- | -- | -- | -- | -- | -- | --- | --- |
| 1   | Santos         | 9  | 5  | 4  | 1  | 0  | 8  | 2   | +6  |
| 2   | Grêmio         | 8  | 5  | 4  | 0  | 1  | 7  | 3   | +4  |
| 3   | Fortaleza      | 5  | 5  | 1  | 3  | 1  | 5  | 4   | +1  |
| 4   | Náutico Recife | 4  | 5  | 1  | 2  | 2  | 7  | 8   | -1  |
| 5   | Coritiba       | 3  | 5  | 1  | 1  | 3  | 5  | 7   | -2  |
| 6   | América-RJ     | 1  | 5  | 0  | 1  | 4  | 2  | 10  | -8  |

### Grupo 4
| Pos | Equipo              | PJ | PG | PE | PP | GF | GC | Dif | Pts |
| --- | ------------------- | -- | -- | -- | -- | -- | -- | --- | --- |
| 1   | Internacional       | 8  | 5  | 3  | 2  | 0  | 6  | 2   | +4  |
| 2   | Atlético Paranaense | 7  | 5  | 2  | 3  | 0  | 5  | 3   | +2  |
| 3   | São Paulo           | 5  | 5  | 1  | 3  | 1  | 3  | 3   | 0   |
| 4   | Portuguesa          | 4  | 5  | 1  | 2  | 2  | 4  | 6   | -2  |
| 5   | Fluminense          | 3  | 5  | 1  | 1  | 3  | 4  | 6   | -2  |
| 6   | Goiás               | 3  | 5  | 0  | 3  | 2  | 4  | 6   | -2  |

## Grupo Final

### Resultados
| 21 de julio de 1974 | Vasco da Gama | 2:1' | Santos FC | Estadio Maracaná, Río de Janeiro |  |
|                     |               |      |           | Árbitro(s):                      |  |

| 21 de julio de 1974 | Internacional | 1:1' | Cruzeiro | Estadio Beira-Rio, Porto Alegre |  |
|                     |               |      |          | Árbitro(s):                     |  |

| 24 de julio de 1974 | Cruzeiro | 1:1' | Vasco da Gama | Estadio Mineirão, Belo Horizonte |  |
|                     |          |      |               | Árbitro(s):                      |  |

| 24 de julio de 1974 | Santos FC | 2:1' | Internacional | Estadio Morumbi, São Paulo |  |
|                     |           |      |               | Árbitro(s):                |  |

| 28 de julio de 1974 | Santos FC | 1:3' | Cruzeiro | Estadio Morumbi, São Paulo |  |
|                     |           |      |          | Árbitro(s):                |  |

| 28 de julio de 1974 | Vasco da Gama | 2:2' | Internacional | Estadio Maracaná, Río de Janeiro |  |
|                     |               |      |               | Árbitro(s):                      |  |

### Clasificación final
| Pos | Equipo        | Pts | PJ | PG | PE | PP | GF | GC | Dif |
| --- | ------------- | --- | -- | -- | -- | -- | -- | -- | --- |
| 1.  | Cruzeiro      | 4   | 3  | 1  | 2  | 0  | 5  | 3  | +2  |
| 2.  | Vasco da Gama | 4   | 3  | 1  | 2  | 0  | 5  | 4  | +1  |
| 3.  | Santos FC     | 2   | 3  | 1  | 0  | 2  | 4  | 6  | -2  |
| 4.  | Internacional | 2   | 3  | 0  | 2  | 1  | 4  | 5  | -1  |

### Final desempate
| 1 de agosto de 1974 | Vasco da Gama                       | 2:1' | Cruzeiro    | Estadio Maracaná, Río de Janeiro                             |                                                              |
|                     | Ademir 14' · Jorginho Carvoeiro 78' |      | Nelinho 19' | Asistencia: 112.900 espectadores Árbitro(s): Armando Marques | Asistencia: 112.900 espectadores Árbitro(s): Armando Marques |

- Vasco da Gama y Cruzeiro, campeón y subcampeón respectivamente, clasifican a Copa Libertadores 1975.

| Bandera del estado de Río de Janeiro |
| Campeón                              |
| Vasco da Gama 1.er título            |

## Posiciones finales
- Dos puntos por victoria.
| Pos | Equipo              | Pts | PJ | PG | PE | PP | GF | GC | Dif |
| --- | ------------------- | --- | -- | -- | -- | -- | -- | -- | --- |
| 1.  | Vasco da Gama       | 36  | 28 | 12 | 12 | 4  | 33 | 18 | +15 |
| 2.  | Cruzeiro            | 38  | 28 | 14 | 10 | 4  | 35 | 17 | +18 |
| 3.  | Santos FC           | 34  | 27 | 13 | 8  | 6  | 41 | 25 | +16 |
| 4.  | Internacional       | 34  | 27 | 12 | 10 | 5  | 40 | 26 | +14 |
| 5.  | Grêmio              | 38  | 24 | 18 | 2  | 4  | 37 | 11 | +26 |
| 6.  | Flamengo            | 34  | 24 | 14 | 6  | 4  | 41 | 15 | +26 |
| 7.  | Atlético Mineiro    | 31  | 24 | 13 | 5  | 6  | 41 | 26 | +15 |
| 8.  | Vitória             | 31  | 24 | 10 | 11 | 3  | 31 | 18 | +13 |
| 9.  | Atlético Paranaense | 29  | 24 | 11 | 7  | 6  | 29 | 20 | +9  |
| 10. | São Paulo           | 29  | 24 | 8  | 13 | 3  | 25 | 15 | +10 |
| 11. | Palmeiras           | 28  | 24 | 10 | 8  | 6  | 32 | 25 | +7  |
| 12. | Guarani             | 28  | 24 | 10 | 8  | 6  | 26 | 22 | +4  |
| 13. | América-RJ          | 27  | 24 | 12 | 3  | 9  | 32 | 25 | +7  |
| 14. | Náutico Recife      | 26  | 24 | 9  | 8  | 7  | 29 | 20 | +9  |
| 15. | Corinthians         | 26  | 24 | 8  | 10 | 6  | 29 | 21 | +8  |
| 16. | Fortaleza           | 25  | 24 | 9  | 7  | 8  | 26 | 23 | +3  |
| 17. | Operário (CG)       | 25  | 24 | 9  | 7  | 8  | 17 | 22 | -5  |
| 18. | Portuguesa          | 25  | 24 | 6  | 13 | 5  | 23 | 22 | +1  |
| 19. | Coritiba            | 24  | 24 | 9  | 6  | 9  | 29 | 28 | +1  |
| 20. | Bahia               | 24  | 24 | 7  | 10 | 7  | 18 | 22 | -4  |
| 21. | Goiás               | 23  | 24 | 7  | 9  | 8  | 25 | 24 | +1  |
| 22. | Paysandu            | 21  | 24 | 6  | 9  | 9  | 19 | 30 | -11 |
| 23. | Nacional-AM         | 18  | 24 | 6  | 6  | 12 | 17 | 33 | -16 |
| 24. | Fluminense          | 18  | 24 | 4  | 10 | 10 | 20 | 28 | -8  |
| 25. | Tiradentes Teresina | 19  | 19 | 7  | 5  | 7  | 19 | 20 | -1  |
| 26. | Rio Negro           | 19  | 19 | 6  | 7  | 6  | 17 | 23 | -6  |
| 27. | Sport Recife        | 18  | 19 | 4  | 10 | 5  | 20 | 22 | -2  |
| 28. | Remo                | 16  | 19 | 5  | 6  | 8  | 22 | 27 | -5  |
| 29. | Olaria              | 16  | 19 | 5  | 6  | 8  | 17 | 22 | -5  |
| 30. | América Mineiro     | 16  | 19 | 5  | 6  | 8  | 19 | 25 | -6  |
| 31. | Ceará               | 16  | 19 | 4  | 8  | 7  | 19 | 23 | -4  |
| 32. | América de Natal    | 15  | 19 | 5  | 5  | 9  | 12 | 23 | -11 |
| 33. | Botafogo            | 15  | 19 | 4  | 7  | 8  | 26 | 29 | -3  |
| 34. | Desportiva Capixaba | 14  | 19 | 4  | 6  | 9  | 11 | 27 | -16 |
| 35. | Santa Cruz Recife   | 13  | 19 | 2  | 9  | 8  | 17 | 27 | -10 |
| 36. | Sampaio Corrêa      | 12  | 19 | 4  | 4  | 11 | 14 | 26 | -12 |
| 37. | CEUB Brasília       | 12  | 19 | 3  | 6  | 10 | 12 | 23 | -11 |
| 38. | Itabaiana           | 10  | 19 | 5  | 0  | 14 | 11 | 30 | -19 |
| 39. | Avaí                | 7   | 19 | 2  | 3  | 14 | 11 | 30 | -19 |
| 40. | CSA-Alagoas         | 4   | 19 | 1  | 2  | 16 | 6  | 35 | -29 |

## Goleadores
| Pos. | Jugador          | Club                | Goles |
| ---- | ---------------- | ------------------- | ----- |
| 1    | Roberto Dinamite | Vasco da Gama       | 16    |
| 2    | Luisinho Tombo   | America-RJ          | 15    |
| 3    | Jorge Mendonça   | Náutico             | 14    |
| 4    | André Catimba    | Vitoria             | 13    |
| 5    | Rodolfo Fischer  | Botafogo            | 12    |
| 5    | Zico             | Flamengo            | 12    |
| 7    | Alcino           | Remo                | 11    |
| 7    | Luciano          | Santa Cruz          | 11    |
| 7    | Sicupira         | Atlético Paranaense | 11    |
| 7    | Tarciso          | Gremio              | 11    |
| 7    | Zé Roberto       | Coritiba            | 11    |